# Parco nazionale del Huascarán
Il Parco nazionale del Huascarán (in spagnolo Parque Nacional Huascarán) è un'area naturale protetta ubicata nel dipartimento di Ancash, nel Perù centrale. Il parco comprende la quasi totalità della Cordillera Blanca, una porzione della Ande centrali nella quale figurano numerose vette sopra i 6.000 metri, come lo stesso monte Huascarán che dà il suo nome al parco e che con i suoi 6.768 metri è la montagna più alta del pianeta all'interno della zona tropicale. È stato istituito nel 1975, è anche un noto luogo alpinistico e ospita una biodiversità unica con specie vegetali come la regina delle Ande, alberi dei generi Polylepis e Buddleja, e animali come orsi dagli occhiali, condor, vigogne e tarucas.
Nel 1985 è stato inserito dall'UNESCO nell'elenco dei patrimoni dell'umanità.
Il parco ha una superficie di 340.000 ettari e si estende per 158 km di lunghezza da sud a nord, con una larghezza media di 20 km. Al suo interno si trovano 663 ghiacciai, più di 200 montagne, 296 laghi e 44 fiumi di una certa rilevanza. L'altitudine varia tra i 2.000 e i 6.768 m.

## Storia

### Epoca precolombiana
La presenza umana nella regione risale a circa il 13.000 a.C. All'interno e nei dintorni del parco ci sono diversi siti archeologici che dimostrano che le occupazioni ad altitudini superiori ai 3700 m. erano abbastanza comuni a quei tempi; i resti più noti sono Guitarrero, La Galgada, Tumshucaico (Caraz), Huaricoto (Marcará), Honko Pampa, Ichic Tiog (Chacas) e Chavín de Huántar. Per migliaia di anni, gli abitanti di entrambi i versanti hanno attraversato la Cordillera Blanca passando dai torrenti Santa Cruz-Huaripampa, Llanganuco-Morococha, Honda-Juitush, Uquian-Ututo-Shongo e Olleros-Chavín. Sui fianchi della catena montuosa e in molti dei suoi burroni, ci sono vestigia di grandi estensioni di terrazze agricole e vecchi recinti. Le aree coltivate e i pascoli erano riforniti d'acqua fornita da ingegnosi sistemi di dighe e canali.
Sono stati identificati trentatré siti archeologici appartenenti a diverse culture, principalmente influenzati dalla cultura Chavín e resti ben conservati dell'influenza Inca sulla costa e sugli altopiani orientali, sparsi nei diversi livelli ecologici del parco, sistemi terrazzati, strade, chullpa, tombe e fortificazioni.

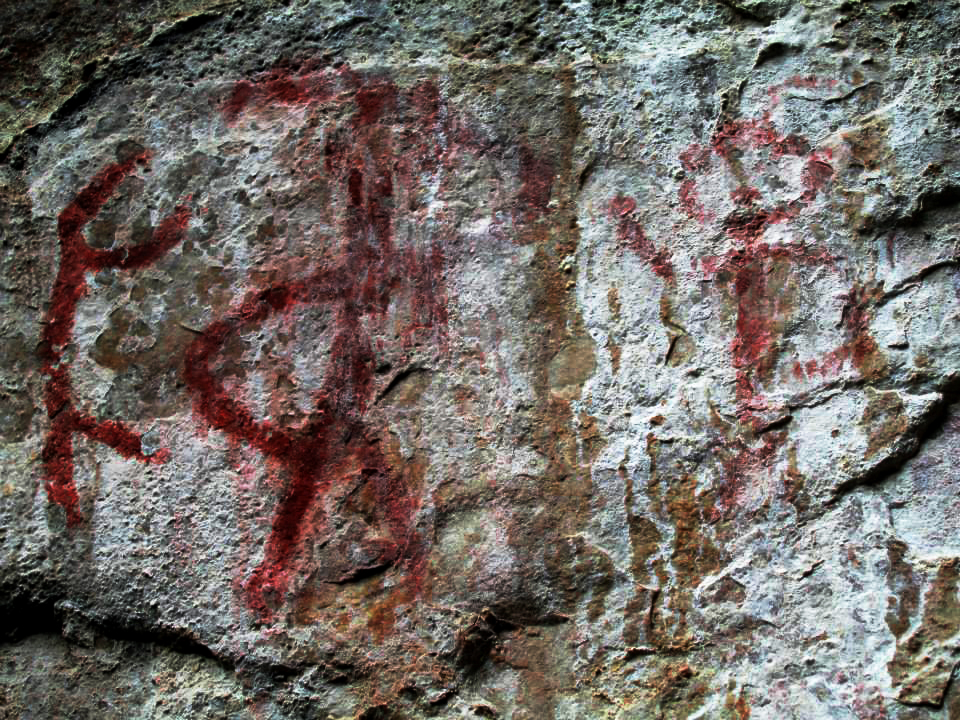
Pitture rupestri provenienti dalla grotta Ichic Tiog (3900 m s.l.m.) nella provincia di Asunción.

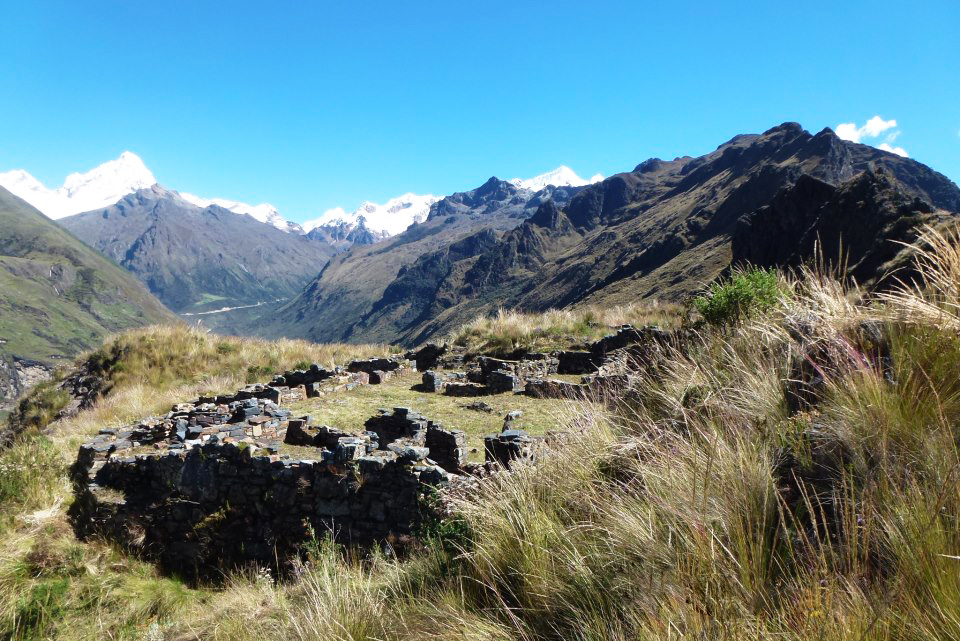
Il sito archeologico di Wacramarca a 4100 m s.l.m., situato nella provincia di Asunción, fu abitato tra il 1200 e il 1450 d.C.

Gli sforzi ufficiali per proteggere quest'area iniziarono nel 1960, quando il senatore Augusto Guzmán Robles presentò un disegno di legge al Congresso peruviano per la creazione del Parco Nazionale di Huascarán. Nel 1963, il Servizio Forestale e di Caccia (Servicio Forestal y de Caza) presentò un progetto preliminare per la delimitazione del Parco Nazionale della Cordillera Blanca, che copriva un'area di 321.000 ettari. Il 18 febbraio 1966 fu emessa una risoluzione governativa che proibiva il disboscamento e la caccia alle specie autoctone nell'area della Cordillera Blanca. Più tardi nello stesso anno, il Patrocinio del Parco Nazionale di Huascarán fu costituito a Yungay. Nel 1967, Curry Slaymaker e Joel Albrecht, volontari dei Peace Corps, formularono una proposta di delimitazione su un'area di 85.000 ettari; contemporaneamente, il Servizio Forestale Regionale di Huaraz ha istituito la vigogna e la zona di sorveglianza della regina delle Ande per un'area di circa 10.000 ettari. Infine, il 1º luglio 1975, il Parco Nazionale di Huascarán fu creato con decreto n. 0622-75-AG, con un'estensione di 340.000 ettari.

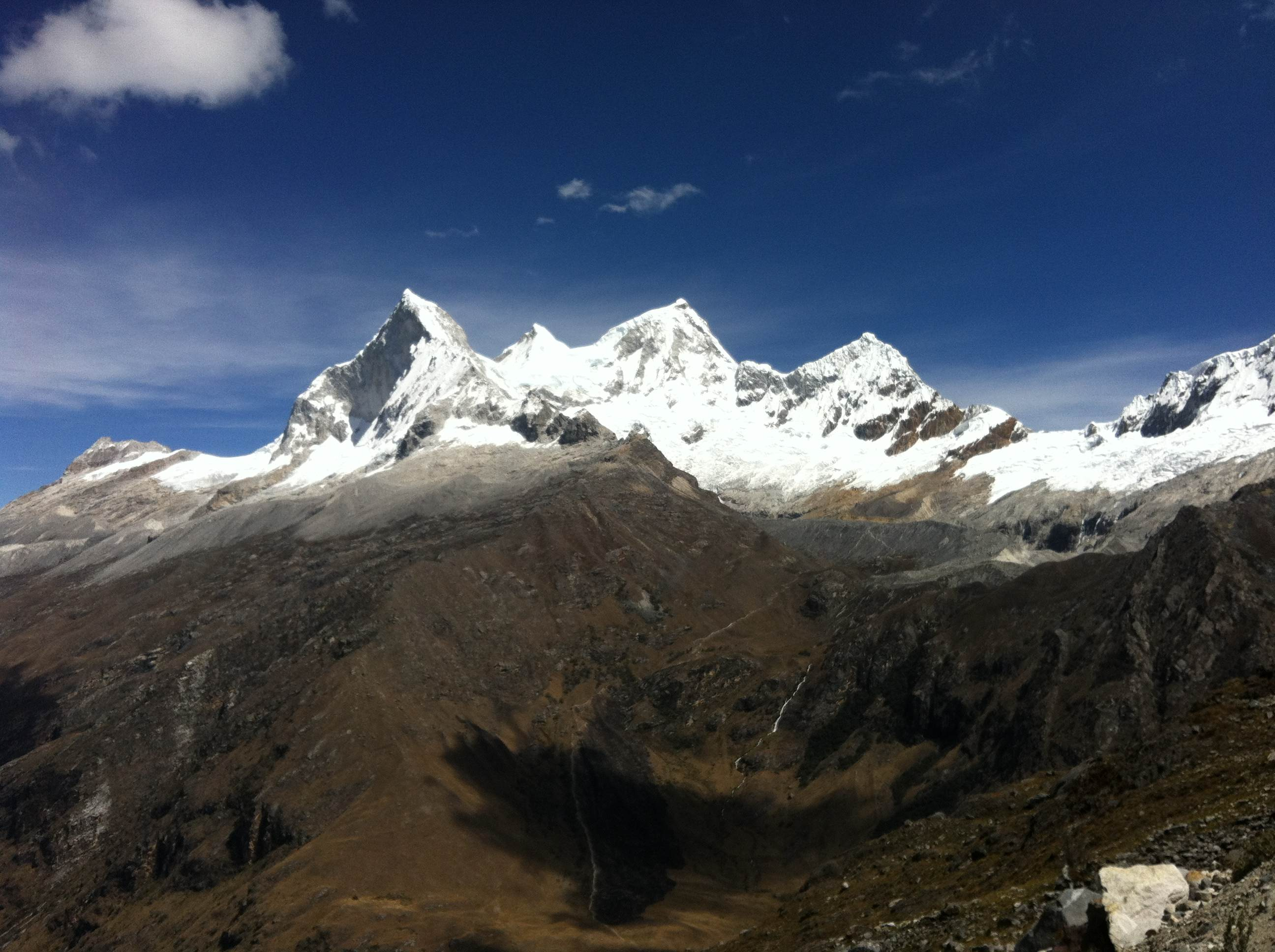
Huandoy, una delle montagne più popolari all'interno del parco.

La delimitazione definitiva del Parco Nazionale di Huascarán è stata possibile attraverso il ritorno della terra al controllo statale per mezzo di un'espropriazione compensativa delle terre. I confini del parco hanno evitato l'inclusione di insediamenti quando possibile, ma diverse comunità continuano ad allevare bestiame, anche se le autorità del parco cercano di regolamentare la pratica.
Nel 1977, l'UNESCO ha riconosciuto il Parco Nazionale di Huascarán come Riserva della Biosfera, che copre la valle del fiume Santa, ben oltre i confini del parco, comprendendo molti villaggi e città. Nel 1985 il parco è stato dichiarato Patrimonio dell'Umanità.

## Geografia

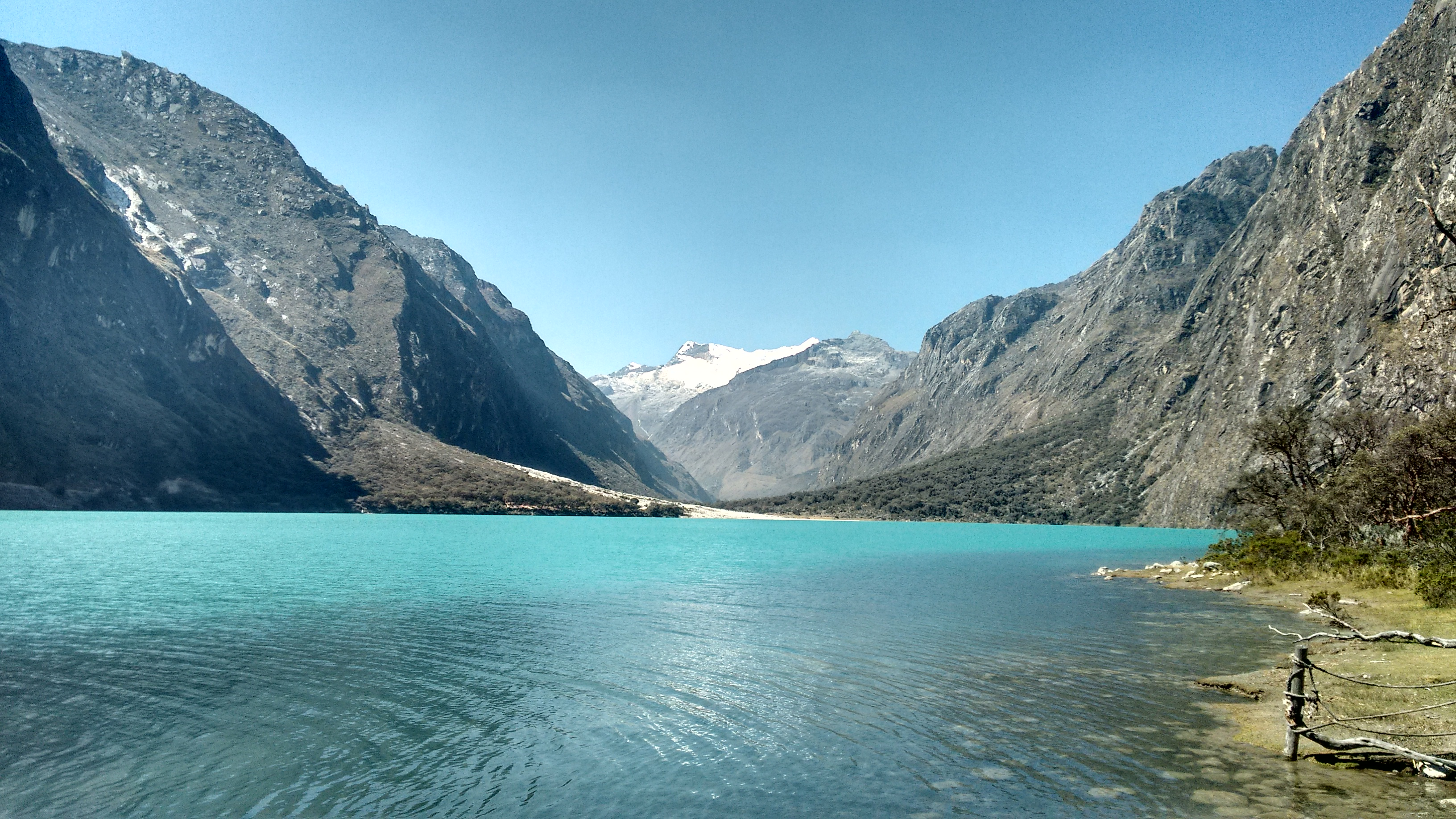
Uno dei laghi di Llanganuco, all'interno del parco.

Il Parco Nazionale di Huascarán protegge la Cordillera Blanca, la catena montuosa tropicale più alta del mondo. Situato nelle Ande peruviane centrali, i 340.000 ettari del parco coprono un'altitudine che va da circa 2.500 metri alle diverse cime innevate sopra i 6.000 metri. Tra queste vette ci sono Huascarán (il più alto del Perù a 6.768 metri, Huandoy, Copa, Huantsán e molti altri.
Altre caratteristiche geografiche all'interno del parco includono: valli a forma di U, 660 ghiacciai tropicali (la più grande area glaciale dei tropici), 300 laghi glaciali e altipiani intersecati da gole con torrenti torrenziali.
Il parco è gestito dall'Instituto Nacional de Recursos Naturales (INRENA), dipendente dal Ministerio de Agricoltura (Ministero dell'Agricoltura); il suo scopo è la salvaguardia di flora, fauna, formazioni geologiche, scavi archeologici e panorama, oltre che la promozione dello studio scientifico delle risorse naturali e culturali. Lo sviluppo turistico dell'area è ampiamente promosso, compatibilmente con gli obbiettivi del parco. Vi si praticano tra l'altro escursioni di trekking e alpinismo.

## Clima
l clima nel parco ha due stagioni ben definite: una stagione delle piogge da dicembre a marzo e una stagione secca da aprile a novembre. Durante la stagione delle piogge i temporali sono frequenti e i campi e i pendii delle montagne si ricoprono di molte sfumature di verde. Tuttavia, la stagione secca porta il sole quasi tutti i giorni e notti senza nuvole ma fredde. Le temperature giornaliere nella stagione delle piogge possono variare da un massimo di 20 °C a un minimo di 5 °C  mentre nella stagione secca la massima può essere di 24 °C  e la minima di 2 °C.

## Ecologia

Regina delle Ande (Puya raimondii) che cresce all'interno del parco.

Essendo la catena montuosa tropicale più alta del mondo, la Cordillera Blanca vanta una varietà di climi, da quello subalpino a quello alpino e alla tundra. Le valli e i pendii montuosi sono ricoperti da foreste andine alte, sparse e praterie di puna.

## Fauna

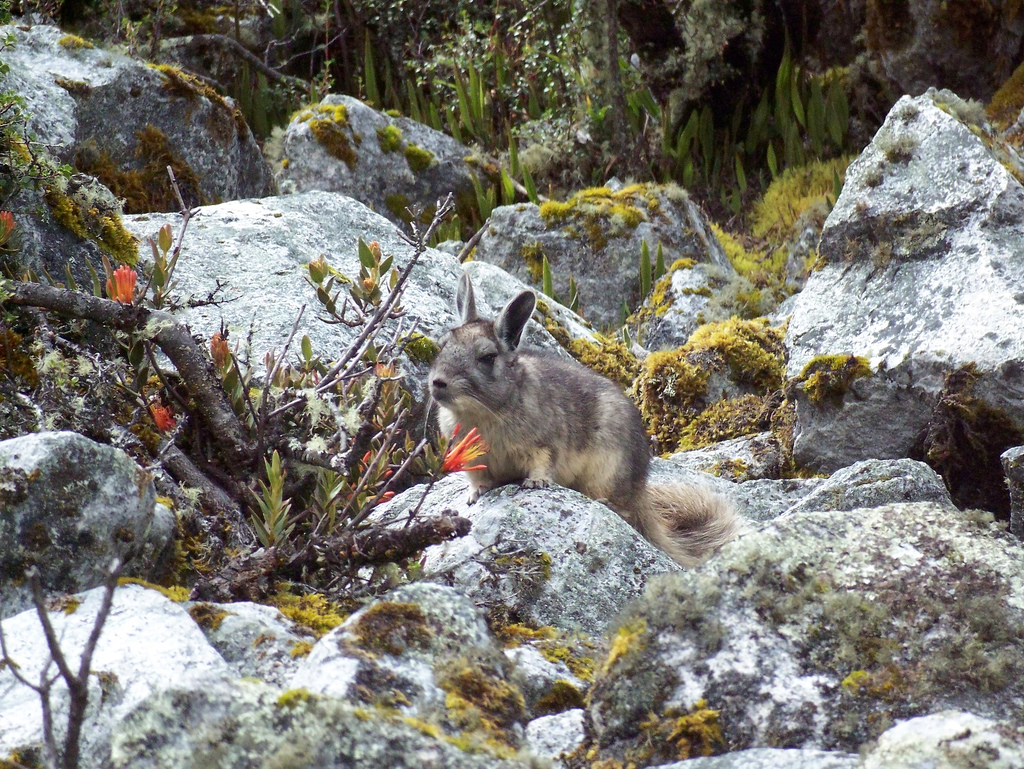
Vizcacha nel Parco Nazionale di Huascarán.

In quest'area sono state segnalate più di 120 specie di uccelli, tra cui il condor andino, l'anatra di torrente, il puna tinamou, il codone bruno, l'anatra crestata delle Ande, il colibrì gigante, lo yanavico, lo svasso dal ciuffo bianco, la folaga gigante, il tordo chiguanco e il gabbiano andino.
Nel parco sono state osservate più di dieci specie di mammiferi, molte delle quali in via di estinzione, tra cui il colocolo, il gatto di montagna andino, l'orso dagli occhiali, il cervo taruca, la vigogna, il cervo dalla coda bianca, il puma, la visceca settentrionale, la donnola dalla coda lunga, la puzzola dal naso di porco e la volpe andina.